# 大紀本線料金所
大紀本線料金所（たいきほんせんりょうきんじょ）は、三重県度会郡大紀町大内山にある紀勢自動車道の本線料金所である。
紀伊長島IC以南が新直轄方式により整備された無料区間であることから、同IC以北の料金を精算するために本線上に設置された。紀勢大内山IC方面からの車はここで料金を精算し、紀伊長島IC方面からのETC車以外は通行券を受け取る。建設中の仮称は駒本線料金所であった。

## 沿革
- 2013年（平成25年）3月24日 : 紀勢大内山IC - 紀伊長島IC間開通に伴い供用開始[2]

## 道路
- 紀勢自動車道

## 料金所施設
ブース数：6

### 尾鷲方面
- ブース数：3
  - ETC専用：2
  - 一般：1

### 勢和多気方面
- ブース数：2
  - ETC専用：1
  - ETC/一般：1

## 隣
E42 紀勢自動車道
(2) 紀勢大内山IC - 大紀TB - (3) 紀伊長島IC